# Penamaior
Penamaior és una parròquia consagrada a Santa Maria de Sant Llorenç pertanyent al municipi de Becerreá, província de Lugo.

## Demografia
Segons el padró municipal de 2004 tenia 89 habitants (48 homes i 41 dones), distribuïts en 11 entitats de població (o lugares), el que pressuposa una disminució amb relació a l'any 1999, quan tenia 98 habitants. Segons l'INE, el 2014 la seva població va caure fins als 79 habitants (43 homes i 36 dones).

## Patrimoni

### Monestir de Santa Maria de Penamaior
Les primeres referències escrites de l'antic monestir de Santa Maria de Penamaior, avui Bé d'interès cultural, són de l'any 922, quan l'abat va enviar 16 monjor a Samos per a restaurar-ne el monestir. Ocupat primer per monjos benedictins, apareix la data de 1177 inscrita en el timpà de l'entrada de l'església, cosa que fa pensar que la construcció de l'actual edifici sigui d'aquesta època. El 1188 depenia com a priorat del monestir de Carracedo i és el 1203 quan Carracedo s'afilia a l'abadia del Cister juntament als deu monestirs que controlava, entre els quals el de Penamaior

## Llocs
- O Acevo
- O Cabo
- A Ferrería
- Liñares
- O Pico
- Os Prados
- Raposeira
- Riodarco
- Touzón
- Vilarín
- A Carunchada